# Термограф

Термограф

Термо́граф — самопишущий прибор для непрерывной регистрации температуры воздуха, воды и др. Чувствительным элементом термографа может служить биметаллическая пластинка, термометр жидкостной или термометр сопротивления. В метеорологии наиболее распространён термограф, чувствительным элементом которого является изогнутая биметаллическая пластинка, деформирующаяся при изменении температуры. Перемещение её конца передаётся стрелке, которая чертит кривую на разграфленной ленте. 1 мм записи по вертикали соответствует около 1 °C. По времени полного оборота барабана термографы подразделяются на суточные и недельные. Работа термографа контролируется по ртутному термометру.
Термограф: 1 — биметаллическая пластинка; 2 — передаточные рычаги; 3 — стрелка; 4 — барабан.
Может входить в состав многофункционального прибора «Метеорограф».